# Kylix panamella
Kylix panamella é uma espécie de gastrópode do gênero Kylix, pertencente a família Drilliidae.